# STARMANN
「STARMANN」（スターマン）は、YUKI26枚目（通算28作目）となるシングル。2013年8月21日にエピックレコードジャパンから発売された。

## 解説
前作「わたしの願い事」以来、約1年ぶりにリリースする2013年第1弾シングル。
表題曲「STARMANN」は、テレビドラマ『スターマン・この星の恋』の主題歌として書き下ろされた楽曲。テレビドラマ主題歌は2007年の「星屑サンセット」以来6年ぶり。名越由貴夫、河村カースケ、KANAME、弦一徹ストリングスと久しぶりの生バンドでのレコーディングをした。タイトルについて、YUKIは「歌詞の中では彼なのか彼女なのかも限定していないんですけど、『STARMANN』は音楽であって人間ではないから、MANではない、と。そして、星男も普通の人間ではなさそうなので、Nを1つ増やして『STARMANN』にしました。」と語った。
カップリング曲「君を束縛したいのです」は、2012年9月11日・12日に行われた日本武道館公演で初披露された楽曲。今作はテンポもアレンジも違うバージョンが収録されている。

## 収録曲
全作詞：YUKI／編曲：YUKI、玉井健二、百田留衣
1. STARMANN
  - 作曲:小形誠
  - 関西テレビ制作・フジテレビ系ドラマ『スターマン・この星の恋』主題歌
  - サビの｢twenty four, seven (=24/7)｣とは英語で｢24時間･週の内7日間ずっと｣の意味。
  - 石川啄木の歌集のタイトルでもある｢一握の砂｣というワードが歌詞に使われている。
  - 2014年9月20日放送の「SONGS」でテレビ初披露された。
  - リリースされた2013年はライブがなかったため、ライブ初披露は2014年のアルバム『FLY』リリースツアーである。
2. 君を束縛したいのです
  - 作曲:HALIFANIE